# Bois de Mortroux
Bois de Mortroux är en skog i Belgien.   Den ligger i provinsen Liège och regionen Vallonien, i den östra delen av landet, 100 km öster om huvudstaden Bryssel.
Omgivningarna runt Bois de Mortroux är en mosaik av jordbruksmark och naturlig växtlighet. Runt Bois de Mortroux är det ganska tätbefolkat, med 239 invånare per kvadratkilometer.